# Prijenos klinastim remenjem
Prijenos klinastim remenjem u biti se razlikuje od prijenosa plosnatim remenjem samo oblikom i brojem remenja, i oblikom površina vijenaca njihovih remenica. Za razliku s pojedinačnim prijenosima plosnatim remenjem u kojima sudjeluje samo po jedan remen, u pojedinačnim prijenosima s klinastim remenjem može sudjelovati razmjerno velik broj remena. Pri tome je nužno da svi remeni budu točno jednake dužine, jer inače nastupaju preopterećenja kraćih remena, dok su duži neiskorišteni. Za postizanje prednapona i u prijenosima klinastim remenjem mogu se upotrijebiti natezne remenice (bez žljebova na vijencu). 
Klinasti remen u odnosu na plosnati, pri istoj sili kojom remen tlači na remenicu, približno trostruko veću sposobnost prijenosa, blago puštanje u rad, i praktički vuče bez puzanja. Može raditi s malim obuhvatnim kutom, i na taj način omogućuje velik prijenosni odnos. Potreban prostor je manji, a i opterećenja vratila i ležaja su manja. Dalja prednost je u mogućnosti da više klinastih remena radi paralelno. Klinasto remenje može raditi na pogonskoj temperaturi do približno 80 °C.
Za oblik klinastih remena svojstven je njihov presjek. To je površina trapeza ili klina (otuda i naziv klinasto remenje). Za nasjedanje klinastih remena površine vijenaca remenica imaju žljebove prilagođene obliku remena. Oblik tih žljebova je takav da remeni u njima nasjedaju samo svojim bočnim površinama. Njihova donja površina uvijek se nalazi iznad dna žlijeba, a gornja nešto iznad površine remenice. Presjeci i profili klinastih remena standardizirani su u svim zemljama. Obično su njihove bočne površine zakošene tako da se sijeku pod kutom 38°. Pod točno jednakim kutom moraju se sjeći i bočne površine žljebova na remenicama. Osim toga, iz istih razloga iz kojih je potrebno i za površine vijenaca remenica za plosnato remenje, te bočne površine moraju biti glatko obrađene. 
Remenice za klinasto remenje mogu se izraditi i u dvodijelnoj izvedbi, tako da im se obje polovice mogu odmocati i primicati jedna drugoj zakretanjem jedne od njih na navojnici i time mijenjati širinu žlijeba. Zbog toga se remen malo podiže ili spušta iz žlijeba, što im je isto kao da se, na primjer, kod prijenosa plosnatim remenjem mijenja promjer remenice, a to dovodi do promjene prijenosnog omjera. Ovaj se sustav koristi u varijatorima (uređajima za bezstepenu regulaciju prijenosnog omjera) na bazi prijenosa klinastim remenjem.

## Sile i naprezanja u prijenosu klinastim remenjem
Sve jednadžbe izvedene za sile i naprezanja u prijenosu plosnatim remenjem vrijede i za prijenos klinastim remenjem, ako se koeficijent trenja μ u Eytelweinovoj jednadžbi zamijeni koeficijentom trenja klinastog remenja:
{\displaystyle \mu _{k}={\frac {\mu }{\sin {\frac {\gamma }{2}}}}}
gdje je: γ - kut pod kojim se sijeku krakovi presjeka remena. S time ta jednadžba prelazi u oblik:
{\displaystyle F_{1}=F_{2}\cdot e^{\mu _{k}\cdot \alpha }=F_{2}\cdot e^{\frac {\mu \cdot \alpha }{\sin {\frac {\gamma }{2}}}}}
Lako je izračunati da je, kad γ ima običnu navedenu vrijednost, μk ≈ 3 i da mu je veličina od 2,5 do 3,5. Zbog toga su i proklizavanje i gubici u prijenosima klinastim remenjem mnogo manji nego u prijenosima plosnatim. Stupanj korisnog učinka ovih prijenosa jest od 0,96 do 0,985. Ovo svojstvo klinastog remenja omogućuje da se remenski prijenosi konstruiraju s obuhvatnim kutovima znatno manjim od nužnih za prijenos plosnatim remenjem. Na primjer uspješan rad prijenosa plosnatim remenjem moguć je i pri obuhvatnim kutom od 90°, a po potrebi i pri 70°. To opet omogućuje primjenu prijenosa klinastim remenjem i za veće prijenosne omjere (do 1:15), manje osne razmake uz manje promjere remenica nego što se to može postići prijenosima plosnatim remenjem.

## Oblici i konstrukcijski materijali dijelova
Remenice prijenosa s klinastim remenjem lijevaju se od istih materijala, kao i one u prijenosima s plosnatim remenjem. Osim toga, remenice prijenosa s klinastim remenjem izrađuju se i od čeličnih limova prešanjem, a za male snage i od plastičnih masa.
Glavni materijal od kojeg se izrađuje klinasto remenje jest guma. U gornjoj zoni, iznad neutralne linije, gdje uglavnom vladaju vlačna naprezanja, guma je pojačana armaturom od tekstilnih vlakana, a izvana gumiranom tekstilnom oblogom. U novije vrijeme izrađuje se vrlo kvalitetno klinasto remenje s armaturom od umjetnog vlakna (Nylon, Perlon, Kapron i tako dalje), a ponekad i od čeličnih žica. Najnoviji proizvodi te vrste, takozvani uski klinasti remeni izrađeni su od najkvalitetnije gume. Ovo remenje dopušta velike brzine i prenaša jednake snage pri gotovo 4 puta manjem presjeku od običnog klinastog remenja. U donjoj zoni klinastog remenja pojavljuje se pri savijanju samo tlak, pa je tu armiranje izlišno.
Kako su standardizirani ne samo profili već i duljine klinastih remena, oni se uglavnom proizvode kao gotove beskrajne trake. Sastavljanje beskrajnih traka od klinastog remenja dijelovima za spajanje rijetko dolazi u obzir; općenito se izbjegava jer takvo remenje onda podnosi manja opterećenja i brže se troši. Dijelovi za spajanje klinastog remenja posebne su izvedbe.
Profili običnog klinastog remenja označuje se po standardima duljinom veće baze i visinom presjeka (b x h), a mjere su:
| b (mm) | 5 | 6 | 8 | 10 | 13 | 17 | 20   | 25 | 32 | 40 | 50 |
| ------ | - | - | - | -- | -- | -- | ---- | -- | -- | -- | -- |
| h (mm) | 3 | 4 | 5 | 6  | 8  | 11 | 12,5 | 16 | 20 | 25 | 32 |

## Prednosti i nedostaci
Glavne prednosti prijenosa s klinastim remenjem, u usporedbi s prijenosima s plosnatim, jesu njihove općenito manje dimenzije, pogotovu kad se primjenjuje usko klinasto remenje, te manje opterećenje vratila, a time i ležaja. 
Nedostaci prijenosa s klinastim remenjem jesu skuplja izvedba i manja trajnost remenja. Osim toga oni se ne mogu upotrijebiti kao ukršteni i poluukršteni prijenosi. 
Područje primjene prijenosa klinastim remenjem općenito je ono u kojem se radi o manjim osnim razmacima i većim prijenosnim omjerima nego što su dosežni primjenom prijenosa s plosnatim remenjem. To je i uzrokovalo razmjerno naglo proširenje njihove primjene na čitavo područje strojarstva, otkad su se centralizirani pogoni prijenosima (transmisijama) počeli zamjenjivati pojedinačnim. Posebno je tome doprinio razvoj proizvodnje alatnih strojeva i automobilske industrije, koje je zahtijevala zbijenu izvedbu prijenosa snage za ventilatore, vodne crpke i električne generatore motora s unutarnjim izgaranjem. 
Prijenosi klinastim remenjem upotrebljavaju se danas obično za prijenosne odnose oko 8 (najviše do 15), za snage do 1 200 kW, s do 44 remena i do obodne brzine od 26 m/s.